# Wo soll ich fliehen hin, BWV 5
Wo soll ich fliehen hin, BWV 5 (On podré fugir), és una cantata religiosa de Johann Sebastian Bach, estrenada a Leipzig el 15 d'octubre de 1724 i destinada al dinovè diumenge després de la Trinitat.

## Origen i context
Cronològicament és la segona per a aquest diumenge, flanquejada per la BWV 48 i la BWV 56, estrenades els anys 1723 i 1726, respectivament. Forma part del segon cicle de les  cantates corals, que s'inicia amb la BWV 20. El text és d'autor desconegut, i aprofita un himne de l'any 1630 de Johann Heerman – considerat un dels autors més destacat d'aquest tipus d'obres – que dona nom a la cantata. Les estrofes 1 i 11 de l'himne s'empren en el primer i darrer número de la cantata, mentre que en els cinc restants es fa una glossa de les altres estrofes. El text tracta del pecat i la seva redempció per la sang de Jesús, d'acord amb l'evangeli del dia  (Mateu 9,2) sobre l'episodi del paralític, a qui Jesús curà amb les paraules els teus pecats et són perdonats.

## Anàlisi
Escrita per a soprano, contralt, tenor, baix i cor; trompa ''de tirarsi'', dos oboès, corda i baix continu. Consta de 7 moviments:
1. Cor:  Wo soll ich fliehen hin  (On podré fugir)
2. Recitatiu (baix):  Der Sünden Wust hat mich nicht nur befleckt  (Els meus pecats no només m'han corromput)
3. Ària (tenor):  Ergieße dich reichlich, du göttliche Quelle  (Brolla amb abundància, font divina)
4. Recitatiu (contralt):  Mein treuer Heiland tröstet mich  (El meu fidel Salvador em consola)
5. Ària (baix):  Verstumme, Höllenheer  (Calla, exèrcit infernal)
6. Recitatiu (soprano):  Ich bin ja nur das kleinste Teil der Welt  (Només sóc una ínfima part de món)
7. Coral:  Führ auch mein Herz und Sinn  (Dirigeix-me el cor i l'ànima)

La cantata s'inicia amb divuit compassos orquestrals, quasi un moviment instrumental independent, encara que presenti un material procedent del coral; les veus de soprano reforçades per la trompa de tirarsi – instrument poc freqüent que apareix de tant en tant a les cantates de Bach – entona la melodia Auf meinen liebe Gott. Sentiments oposats caracteritzen les dues àries; la primera, el número 3, il·lustra la “font divina”, mentre que la segona, el número 5, el baix, amb un ritme apassionat i vigorós, increpa el poder infernal i il·lustra “calla”. El recitatiu número 4 és l'autèntic eix de la cantata, sobre un recitat del contralt, que canta paraules de consol, se superposa l'oboè serè i confiat. Un recitatiu senzill de soprano, motiva el cant del coral final que clou la cantata amb sobrietat. Té una durada aproximada d'uns vint minuts.

## Discografia seleccionada
- J.S. Bach: Das Kantatenwerk. Sacred Cantatas Vol. 1. Nikolaus Harnoncourt, Wiener Sängerknaben & Chorus Viennensis, Hans Gillesberger (director del cor), Concentus Musicus Wien, Paul Esswood, Kurt Equiluz, Max van Egmond. (Teldec), 1994.
- J.S. Bach: The complete live recordings from the Bach Cantata Pilgrimage. CD 46: Erlöserkirche, Potsdam; 29 d'octubre de 2000. John Eliot Gardiner, Monteverdi Choir, English Baroque Soloists, Joanne Lunn, William Towers, James Gilschrist, Peter Harvey. (Soli Deo Gloria), 2013.
- J.S. Bach: Complete Cantatas Vol. 11. Ton Koopman, Amsterdam Baroque Orchestra & Choir, Sibylla Rubens, Annette Market, Christoph Prégardien, Klaus Mertens. (Challenge Classics), 2007.
- J.S. Bach: Cantatas Vol. 27. Masaaki Suzuki, Bach Collegium Japan, Susanne Rydén, Pascal Bertin, Gerd Türk, Peter Kooy. (BIS), 2003.
- J.S. Bach: Church Cantatas Vol. 2. Helmuth Rilling, Gächinger Kantorei, Bach-Collegium Stuttgart, Arleen Augér, Carolyn Watkinson, Aldo Baldin, Wolfgang Schöne. (Hänssler), 1999.